# 野口晴康
野口 晴康（のぐち はるやす、1913年1月10日 - 1967年5月23日）は、日本の映画監督。本名は野口 重一（のぐち しげいち）。野口 博志（のぐち ひろし）の名でも活動していた。東京府豊多摩郡代々幡村（現東京都渋谷区幡ヶ谷）出身。

## 来歴・人物
慶應義塾大学文学部を中退し、1935年に日活多摩川撮影所へ入社した。主に倉田文人監督作品に助監督として付く。
1939年に監督へ昇進し、初監督作『舗道の戦線』を「野口博志」名義で演出する。
1942年、戦時企業統合により日活の製作部門が大映に吸収合併されたため、松竹京都撮影所へ助監督として移籍し、1945年に松竹大船撮影所へ移る。松竹では助監督身分のままだったが、同社在籍中の1950年にNCS製作、東京映画配給の『岡晴夫のマドロスの唄』を演出している。
1954年には製作再開した日活へと戻り、助監督を数本務めたのち、同年製作の『俺の拳銃は素早い』で監督として再デビューする。それ以降は小林旭主演の『銀座旋風児シリーズ』や赤木圭一郎主演の『拳銃無頼帖シリーズ』をはじめとするアクション映画や仁侠映画などのプログラムピクチャーを多数手掛ける。
1963年の『遊侠無頼』監督の際に「野口晴康」へ改名、1967年には日活唯一の怪獣映画である『大巨獣ガッパ』を演出して新境地を開くが、次作『関東も広うござんす』製作中の同年5月23日、心筋梗塞のため急逝した。享年54。
なお、遺作となった『関東も広うござんす』の演出は助監督の武田一成に引き継がれ、野口の死去から約1ヵ月後の6月28日に公開された。

## フィルモグラフィー
特記事項のないものはすべて監督作品

### 映画

#### 「野口博志」名義

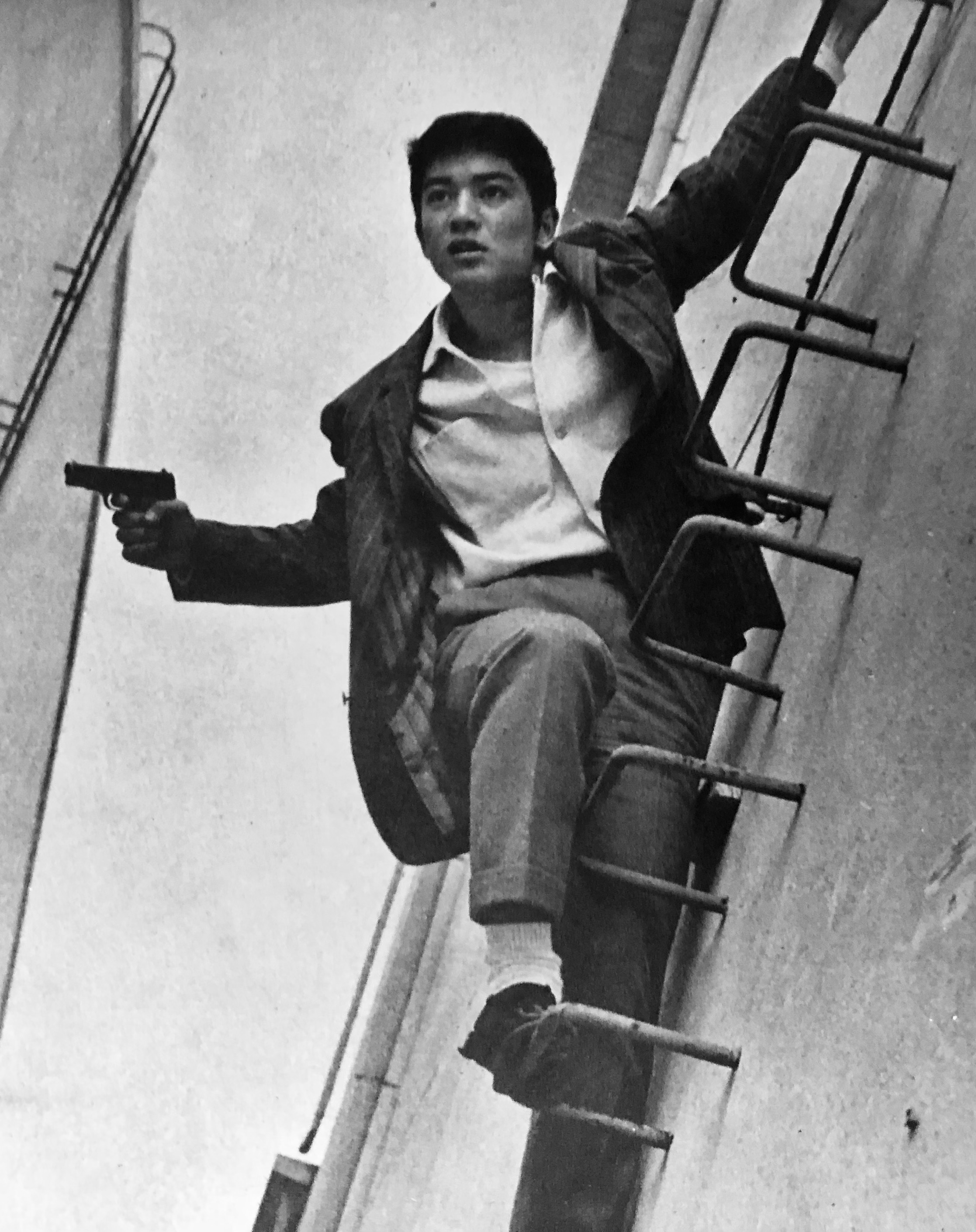
『拳銃無頼帖 電光石火の男』（1960年）

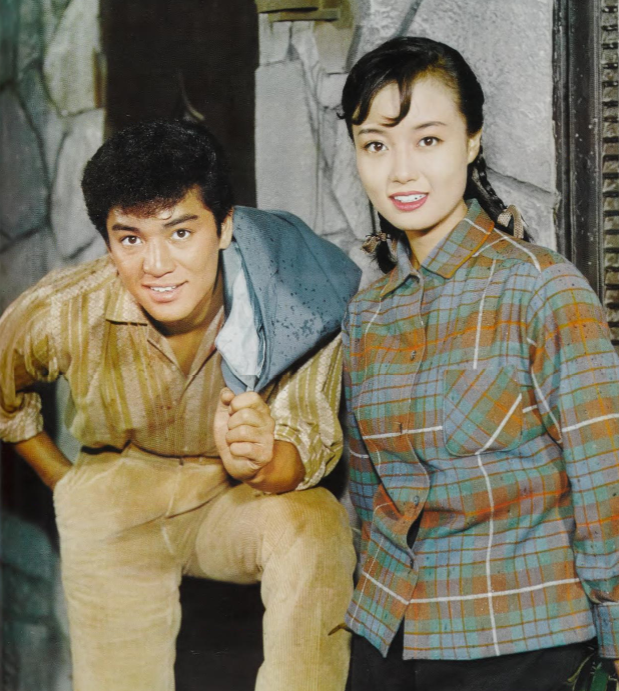
『幌馬車は行く』（1960年）の撮影現場にて

- 礼子の出発（1939年、田口哲監督） - 脚本
- 舗道の戦線（1939年）
- 僕は何処へ行く（1939年）
- 新妻よお静かに（1940年）
- 春ひらく（1940年）
- 最後のトロムペット（1940年）
- 未婚手帖（1941年）
- 或る日の隣組（1941年）
- 山荘の怪事件（1941年）
- 岡晴夫のマドロスの唄（1950年）
- からたちの花（1954年、佐伯清監督） - 助監督
- 俺の拳銃は素早い（1954年）
- 坊ちゃん記者（1955年）
- 落日の決闘（1955年）
- 地獄の接吻（1955年）
- 地獄の接吻（1955年）
- 大岡政談 人肌蝙蝠（1955年）
- 愛慾と銃弾（1955年）
- 悪の報酬（1955年）
- 俺は犯人じゃない（1956年）
- 浴槽の死美人（1956年）
- 殺人計画完了（1956年）
- 志津野一平シリーズ 謎の金塊（1956年） - 水無月結策[3]と共同で脚本も担当
- 地獄の札束（1956年）
- 泣け!日本国民 最後の戦斗機（1956年）
- 地底の歌（1956年）
- 復讐は誰がやる（1957年）
- 女豹とならず者（1957年）
- 肉体の反抗（1957年）
- 狂った関係（1957年）
- 肉体の悪夢（1957年）
- 十代の罠（1957年）
- 乳房と銃弾（1957年）
- 悪魔の爪痕（1957年）
- 地獄の罠（1957年）
- 裸身の聖女（1957年）
- 俺は情婦を殺す（1957年）
- 太陽をぶち落とせ（1958年）
- 俺らは流しの人気者（1958年）
- 危険な群像（1958年）
- 愛は空の果てへ（1959年）
- 傷つける野獣（1959年）
- 街が眠る時（1959年）
- 非情な銃弾（1959年）
- 0番街の狼（1959年）
- 東京警部（1959年）
- 銀座旋風児（1959年）
- 銀座旋風児 黒幕は誰だ（1959年）
- 昼下りの暴力（1959年）
- 拳銃無頼帖 抜き射ちの竜（1960年）
- 銀座旋風児 目撃者は彼奴だ（1960年）
- 拳銃無頼帖 電光石火の男（1960年）
- 俺は銀座の騎兵隊（1960年）
- 拳銃無頼帖 不敵に笑う男（1960年）
- 海の情事に賭けろ（1960年）
- 幌馬車は行く（1960年）
- 拳銃無頼帖 明日なき男（1960年）
- 夜の挑戦者（1961年）
- 銀座旋風児 嵐が俺を呼んでいる（1961年）
- 三つの竜の刺青（1961年）
- 赤い荒野（1961年）
- 俺は地獄へ行く（1961年）
- 早討ち無頼 大平原の男（1961年）
- さすらい（1962年）
- 惜別の歌（1962年）
- 二階堂卓也銀座無頼帖 帰ってきた旋風児（1962年）
- 地獄の夜は真紅だぜ（1962年）
- さすらいのトランペット（1963年）
- 腰抜けガン・ファイター（1963年）
- 風が呼んでる旋風 銀座無頼帖（1963年）

#### 「野口重一」名義
- 嫁の立場（1953年、西河克己監督） - 助監督
- 沓掛時次郎（1954年、佐伯清監督） - 助監督

#### 「野口晴康」名義
- 遊侠無頼（1963年）
- 抜き射ちの竜 拳銃の歌（1964年）
- 噂の風来坊（1964年）
- 間諜中野学校 国籍のない男たち（1964年）
- 拳銃無頼帖 流れ者の群れ（1965年）
- 賭場の牝猫（1965年）
- 大日本殺し屋伝（1965年）
- 秩父水滸伝 必殺剣（1965年）
- 賭場の牝猫 素肌の壺振り（1965年）
- 殴り込み関東政（1965年）
- 賭場の牝猫 捨身の勝負（1966年）
- 日本仁侠伝 花の渡世人（1966年）
- 夢は夜ひらく（1967年）
- 大巨獣ガッパ（1967年）
- 関東も広うござんす（1967年） - 遺作、未撮分は武田一成が演出

### テレビドラマ
- ライオン奥様劇場 異母姉妹(1966年、フジテレビ・NMC)